# باول شنابل
باول شنابل هو كاتب العمود وأستاذ جامعي وسياسي هولندي، ولد في 17 يوليو 1948 في بيرخن أوب زووم في هولندا. نشط حزبياً في الديمقراطيون 66. وقد انتخب ممثل الجمعية البرلمانية لمجلس أوروبا ‏ لترشحه ضمن قائمة هولندا، (27 نوفمبر 2015 – 25 يونيو 2017) وانتخب عضو مجلس الشيوخ في هولندا ‏ (9 يونيو 2015 – 11 يونيو 2019).